# Воробьёв, Модест Евграфович

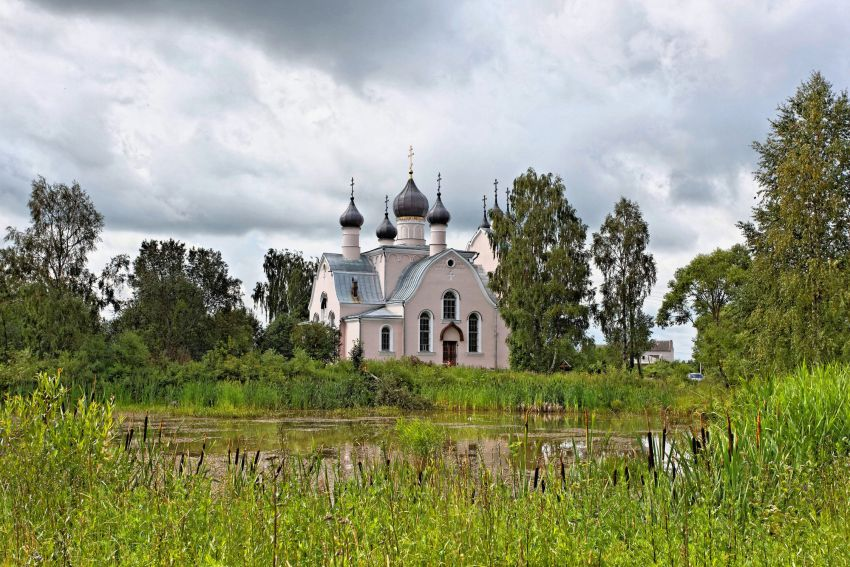
Церковь Троицы в Уницах, на кладбище которой погребён М. Е. Воробьёв

Моде́ст Евгра́фович Воробьёв (1 декабря 1810 — 18?) — поручик, предводитель Бежецкого уездного дворянского собрания Тверской губернии.

## Историческая справка
Из древних тверских дворян Воробьёвых, восходящих к боярам времён правления великого московского князя Василия III и первого русского царя Ивана IV Грозного (одна из многочисленных ветвей), а ранее боярину Юрию. Сын майора Евграфа Егоровича Воробьёва (1778—20.05.1816) и жены его Анны Сергеевны.
Принял самое деятельное участие в деле освобождения крестьян от крепостного права в 1861 году. Предложил систему капитализации и выкупа тверскими крестьянами кадастровых земель у крепостников, причём её приняло Правительство всей Российской Империи, несколько изменив редакцию:
…Когда пришлось разрешить вопрос о способе определения суммы оброка, а, следовательно, и капитализации её для выкупа, мы все стали в тупик. Крепостники требовали производственного кадастра, причём дело затянулось бы на долгие годы. У нас же не было никаких оснований. Тогда нас вывел из этого важного затруднения Модест Воробьёв. Он предложил ту систему, что была принята не только нами, но и правительством. Редакционные комиссии изменили только расчёт… Но мысль дана покойным Воробьёвым в видах ускорения дела….
Участвовал в дворянском собрании Тверской губернии, направившей Государю Императору Александру II «Всеподданнейший адрес» тверского дворянства (3 февраля 1862 года) по поводу Высочайшего манифеста освобождения крестьян от крепостного права («адрес» был подписан губернским и девятью уездными предводителями дворянства, а также 103 дворянами Тверской губернии).
Владел имениями Кобылино, Жихнево, Уницы, Горка, Лосево в Тверской губернии.
Похоронен на кладбище у Троицкого храма в Уницах.

## В художественной литературе
Модеста Евграфовича Воробьёва часто упоминал в своих литературных произведениях М. Е. Салтыков-Щедрин, бывший вице-губернатором Тверской губернии, лично его знавший и очень тепло о нём отзывавшийся:
По приезде Петра Николаевича Головина в кашинское благородное собрание помещик Модест Евграфович Воробьёв поднёс ему кубок и от имени дворян произнёс речь, в которой излагал виновнику торжества похвалу. Речь довольно пространна, и потому перепечатывать её излишне; но сущность её может быть сведена к следующим двум пунктам: а) «разъяснением нового законоположения П. Н. устранил беспорядки»; и б) «не дозволяя же ни себе, ни другим произвола, П. Н. сохранил возможный порядок». П. Н. Головин принял кубок и взволнованным голосом произнёс (речь вторая), что он ценит признательность дворян и постарается её оправдать.

## Комментарии
1. ↑  По грамотам царей Ивана и Петра Алексеевичей 25 ноября и 9 декабря 1686 г. Калине Семёновичу, за многую его службу царям Алексею Михайловичу и Фёдору Алексеевичу в войну с Турецким султаном, Крымским ханом и Поляками, пожалован поместный оклад в Кашинском уезде, а по даче 1776 г. имение Калины писано за детьми его: Тимофеем, Ларионом, Максимом и Гавриилом. — См. Чернявский М. П. Генеалогия господ дворян, внесённых в родословную книгу Тверской губернии с 1787 по 1869 г., 1871
2. ↑  «Адрес» вызвал сильное недовольство Александра II. За подачу «адреса» 13 дворян по личному приказу Александра II были арестованы и заключены в Петропавловскую крепость сроком на два года (впрочем вскоре они были освобождены)
3. ↑  «Адрес» тверских дворян впервые был опубликован в «Колоколе» Герцена (лист 129 от 16 апреля 1862 г.)